# قلقاس مأكول
قلقاس مأكول أو آذان الفيل أو قلقاس زراعي أو أبو دَرَقَة أو قلقاس (الاسم العلمي Colocasia esculenta)، نبات معمر من فصيلة لوفاوات. أوراقه كبيرة،
عُنقها طويل، نصلها قلبي الشكل طوله 75 سم وعرضه 65 سم، قاتم اللون الأخضر، بنفسجي أو بني، حسب الضُّروب، تزييني جداً.
ريزومُه يزن من نصف كيلو إلى عِدّة كيلوغرامات. يُطلق عليه اسم (Taro) في بولنيزيا، (mon) في فيتنام، (Madere) في
الأنتيل الفرنسية. قلقاس مأكول هو ترجمة الاسم العلمي . لُبابُه يحتوي على موادّ أزوتية، وموادّ دسمة، وموادّ هيدروكربونية،

## الاستخدام
زراعته شائعة لدرناته المأكولة في جزر المحيط الهادي ككاليدونيا الجديدة وتاهيتي حيث تأكل
الأهالي الأوراق الفتية أيضاً على غرار السبانخ. درناتُه تؤكل بعد طبخها أو نقعها بالماء لزوال ما فيها
من موادّ قارِصة كاوِيًة. وهو نبات يتميز بظاهرة نادرة ومستغربة إذ يفرز خلال الليل قطرات من الماء النقي الصافي.

## معرض صور

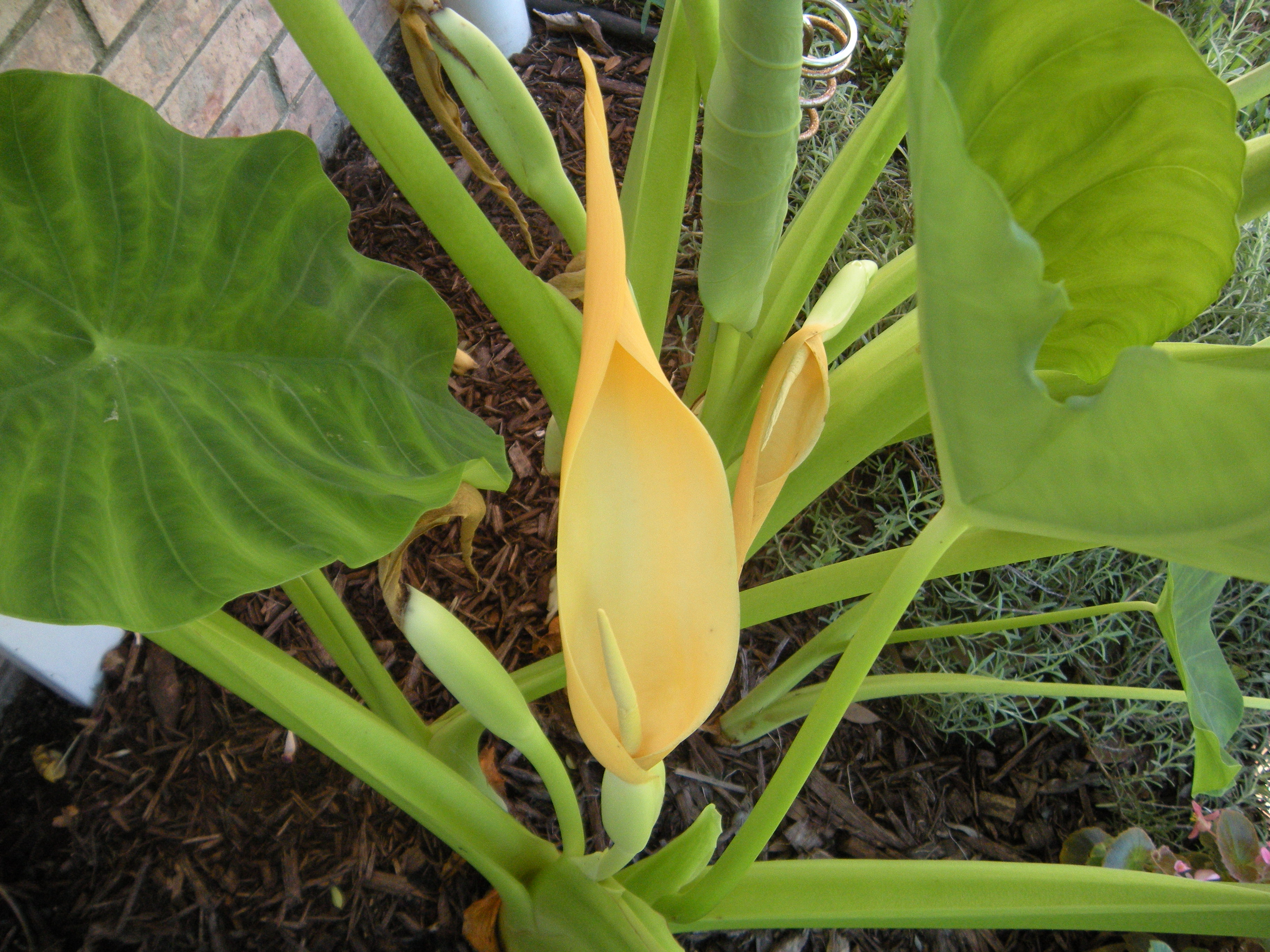
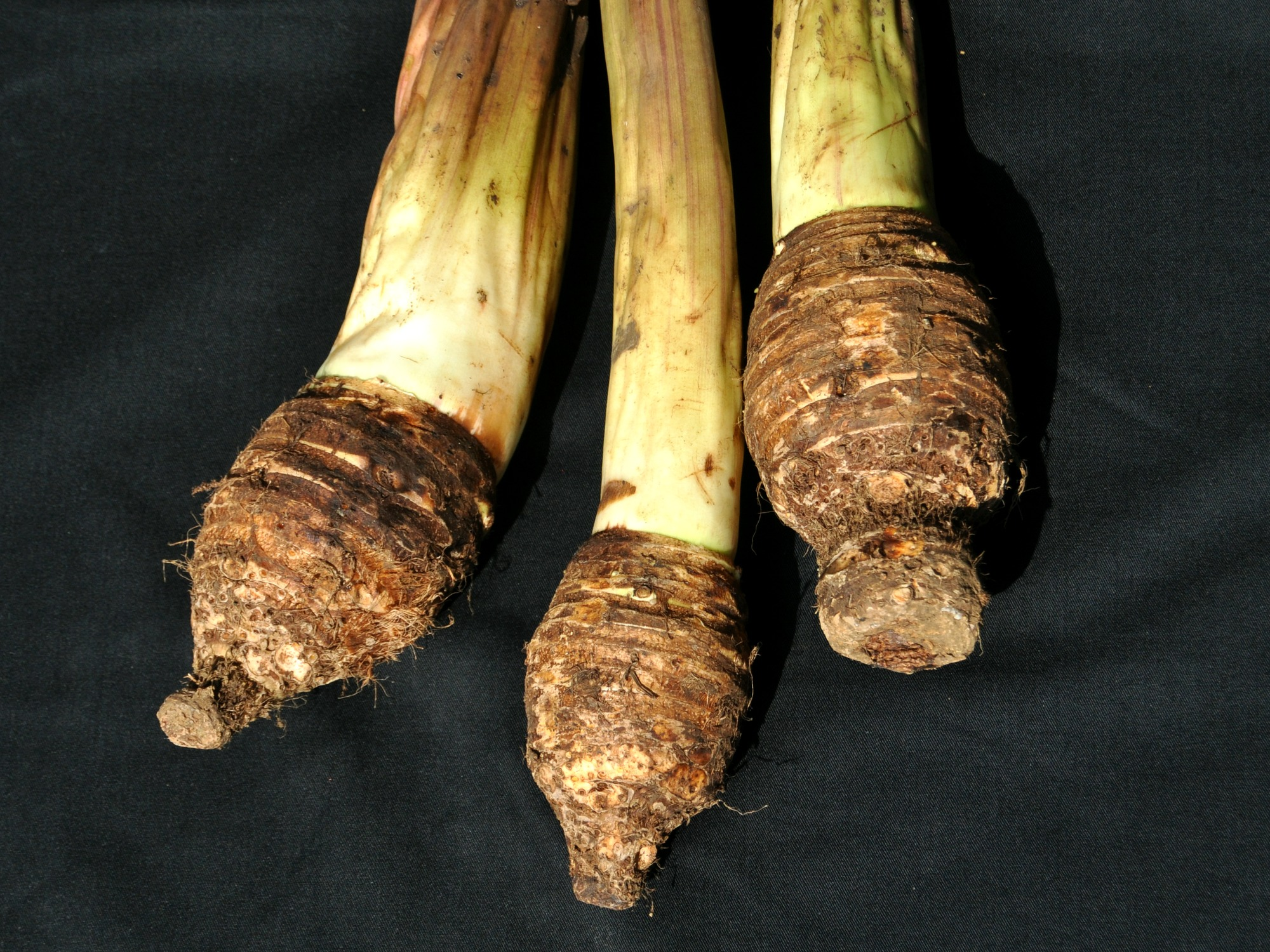
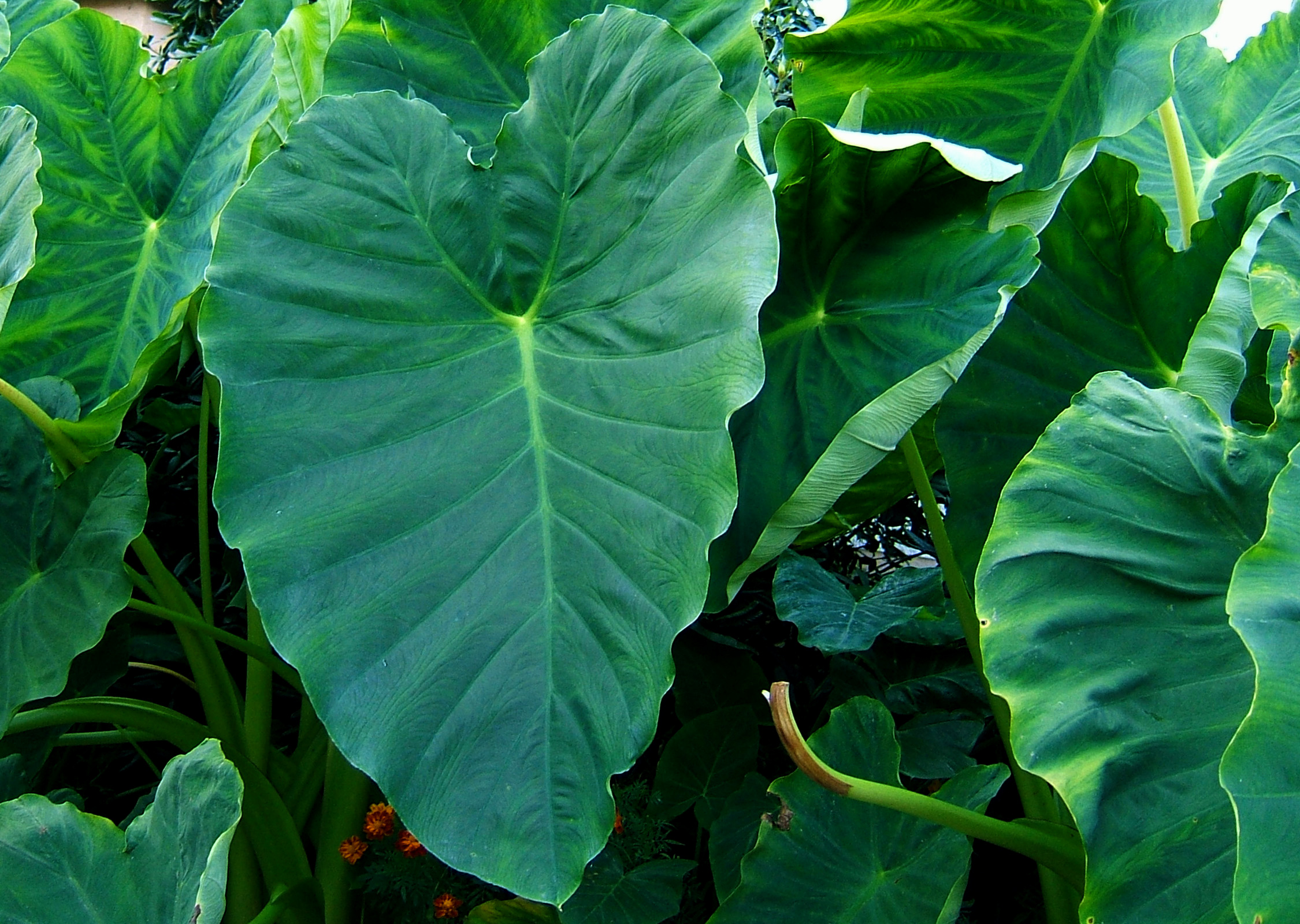
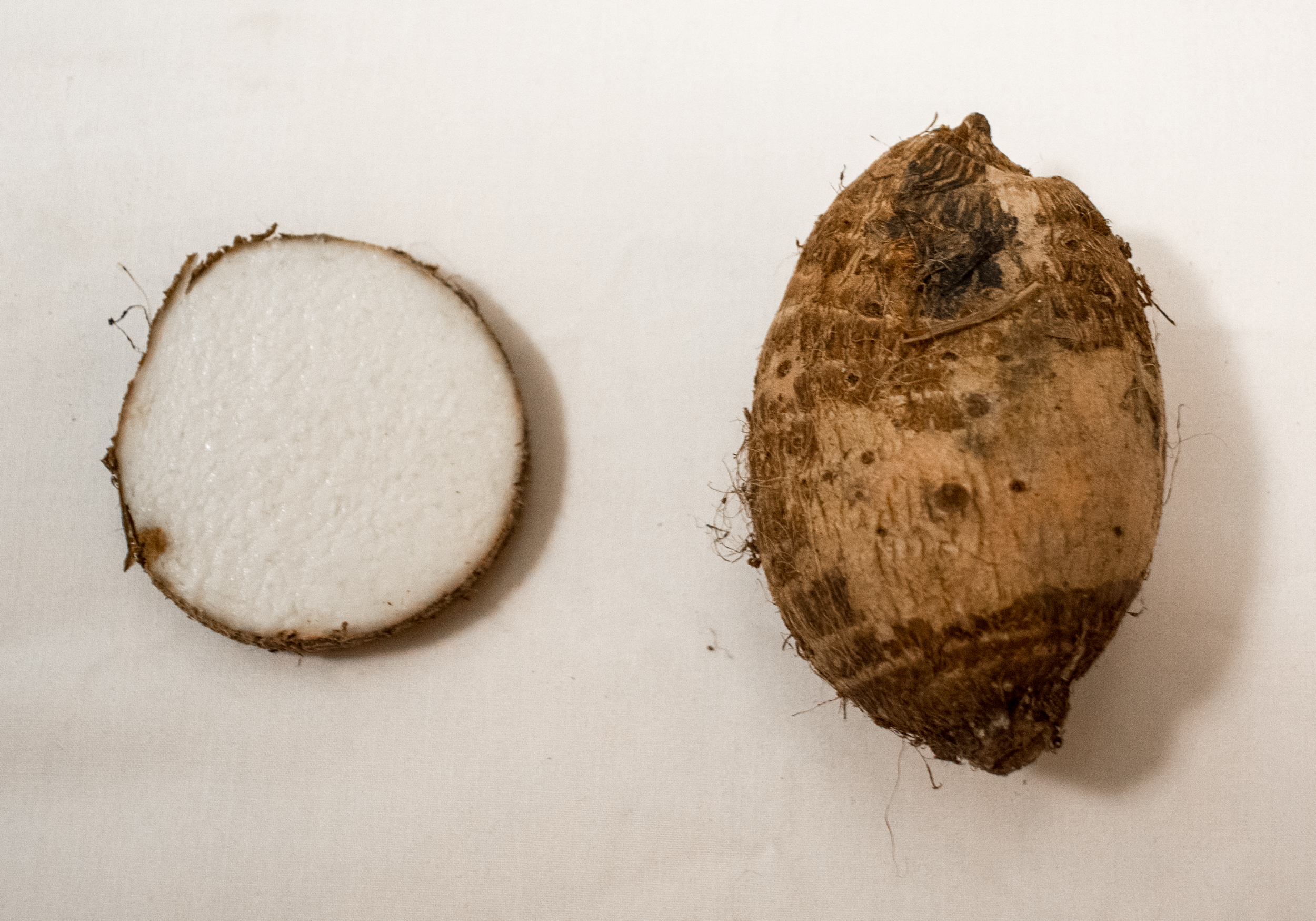